# Golf de Türkmenbaşy
El golf de Türkmenbaşy o badia de Türkmenbaşy (turcman: Türkmenbaşy aýlagy, rus: залив Туркменбашы) és una badia de la mar Càspia, situada a les costes del Turkmenistan.
A la riba nord de la badia hi ha la ciutat i el port de Türkmenbaşy.

## Geografia
Amb la península de Türkmenbaşy al nord i la península de Txeleken al sud, el golf va d'est a oest direcció al mar durant 46 km i té una obertura de 18 km d'ample. A la seva cantonada nord-oest hi ha les maresmes de Bala-Ishem que marquen la desembocadura del riu sec Usboi. Les aigües del olf tenen una salinitat és de 13-16 ‰.
El golf va passar a formar part de la Reserva Natural de Hazar el 1968 i va ser designat com a Lloc Ramsar el 2008. És la llar de diverses d'espècies animals com l'esturió rus, i és visitat per moltes aus aquàtiques per passar-hi l'hivern, com ara l'oca riallera o la fredeluga gregària. ànec tacat. Entre els animals que habiten la badia mereixen especial esment l'alosa de Krasnovodsk (Alosa braschnikowi nirchi) i la foca del Caspi (Pusa caspica).

## Cartografia
Antigament, aquesta zona s'havia conegut amb el nom persa de Shah Qadm. Als mapes del segle XVIII del mar Càspi, el golf era conegut com a "golf de Balkan" o "golf de Balchan" i se suposava que era molt més profund. Va ser cartografiat per primera vegada amb precisió per Fedor Ivanovitx Soimonov durant l'expedició al Caspi de 1719, que va estar estudiant el mar Càspi de 1719 a 1727.
Més tard, la badia va ser coneguda com a 'Golf de Krasnovodsk' o 'Badia de Krasnovodsk', però va canviar el seu nom quan la ciutat a les seves costes va canviar el seu nom de Krasnovodsk a Türkmenbaşy.